# تن‌سی‌ام
تِن‌سی‌ام (انگلیسی: 10cm; کره‌ای: 십센치; لاتین‌نویسی اصلاح‌شده: Sipsenchi) یا ۱۰سی‌ام یک بند موزیکال در کره جنوبی است که اکنون شامل خواننده ترانه‌سرا کوان جونگ یول است. در ابتدا به عنوان یک بند دونفره متشکل از کوان و یون چول جونگ در سال ۲۰۱۰ فعالیتش را آغاز کرد. گروه با انتشار تک‌آهنگ «آمریکانو»، سریع به یکی از محبوب‌ترین خوانندگان موسیقی مستقل در کره جنوبی تبدیل شد و برندهٔ جایزه کشف سال جاری در جوایز موسیقی آسیایی ام‌نت ۲۰۱۰ شد. نخستین آلبوم استودیویی به نام «۱٫۰» (۲۰۱۱) ۳۰٬۰۰۰ کپی فروخت و رکوردی برای یک اکت موسیقی مستقل تا آن زمان ثبت کرد. پس از انتشار تعدادی تک‌آهنگ موفق، و انتشار آلبوم‌های استودیویی «۲٫۰» (۲۰۱۲) و «۳٫۰» (۲۰۱۴)، گروه در سال ۲۰۱۶ با تک‌آهنگ «What the Spring??» به نخستین جایگاه شماره یک خود در جدول دیجیتال گائون دست یافت.
یون در ژوئیه ۲۰۱۷ زمانیکه متهم به استفاده از ماری‌جوانا بود، گروه را ترک کرد. کوان به عنوان هنرمند انفرادی تحت نام تن‌سی‌ام به فعالیتش ادامه داد و در سپتامبر ۲۰۱۷ آلبوم استودیویی «۴٫۰» و چندین تک‌آهنگ، از جمله تک‌آهنگ‌های قرار گرفته در تاپ ۱۰ جدول دیجیتال گائون به نام‌های «Mattress» (۲۰۱۸)، «However» (۲۰۱۹), و «Borrow Your Night» (۲۰۲۱) منتشر کرد.
کنسرت او «Hotel room 1010» (۲۰۲۰)
اولین کنسرت آنلاین پولی هنرمند کره‌ای غیر آیدل بود.